# Numb (Linkin Park)
"Numb" is het laatste nummer en de laatste single van Linkin Parks tweede studioalbum Meteora.

## Achtergrondinformatie
"Numb" gaat over iemand die er genoeg van heeft om gedwongen te worden aan de verwachtingen van zijn ouder(s) te moeten voldoen.  Hierdoor kan hij geen eigen identiteit ontwikkelen, en zo weet hij niet wie hijzelf eigenlijk is. 
In het nummer vertelt de persoon dat hij het zat is om te moeten zijn wie anderen willen dat hij moet zijn, terwijl hij gewoon de kans wil krijgen om zijn eigen 'zelf' te kunnen zijn, ook al voldoet hij misschien niet aan het ideaalbeeld dat een ander van hem heeft.
Net als in "My December" en "Crawling" rapt Mike Shinoda voor een korte tijd, namelijk maar een regel; "Caught in the undertow, just caught in the undertow".

### Versies
"Numb" is later gemashed met Jay-Z's "Encore" van zijn album The Black Album. Het resultaat was de hitsingle "Numb/Encore" van hun album Collision Course, dat in datzelfde jaar uitgebracht werd en in de prijzen viel voor de Grammy Best Rap/Sung Collaboration. Later werd de mash-up geremixt door Dr. Dre op zijn Look Out For Detox en Dretox mixtapes. Eminem en 50 Cent doen op de remix mee. De film Miami Vice gebruikte de originele "Numb/Encore" in de trailer en het nummer wordt aan het begin van de film in een dansclub afgespeeld.
De single is in op singles uitgebracht: "Numb Pt. 1" en "Numb Pt. 2". De verschillen zijn dat de cover van deel 1 wit is, de liveversie van "From the Inside " ook op de single staat en het de videoclip van "Numb" als bonus heeft. Deel twee heeft de liveversie van "Easier to Run" op de single, de videoclip van "Faint" als cd-rom bonus heeft en de cover blauw is.
Het nummer is gecoverd door de Britse zangeres Jamelia.

### Live
Tijdens liveconcerten voorziet Shinoda het nummer van achtergrondzang en zingt hij op het einde van het nummer "I'm tired of being what you want me to be". Sinds 2004 gebruikt gitarist Brad Delson een zwaardere gitaarriff tijdens optredens. Vanaf 2007, toen de band het toeren weer oppakte, eindigt "Numb" met een langzame piano-outro dat ingaat in de nieuwe versie van "Pushing Me Away" dat alleen de zang van Bennington en de pianobegeleiding gebruikt.

## Videoclip
De video, geregisseerd door Joe Hahn, is opgenomen in het Tsjechische Praag. De scène waar de band in speelt is opgenomen in een plaatselijke kerk. Opmerkelijk is dat Bennington gedurende de hele video zijn ogen gesloten houdt. In de rest van de video wordt een jonge studente (gespeeld door Briana Evigan) gevolgd op haar school (het Johannes Kepler gymnasium in Praag). Zij heeft problemen met haar ouders - vooral met haar moeder - en op school, waar ze wordt genegeerd door anderen en ze vaak wordt uitgelachen. Dit wordt duidelijk wanneer ze van de trap valt en niemand haar helpt en wanneer zij bij een groep studenten gaat zitten en iedereen wegloopt. Het liefst besteedt ze haar tijd met tekenen en schilderen. Zij zit zo in de put dat zij sneetjes in haar arm begint te maken. Tijdens de climax probeert zij haar zorgen te vergeten door verf op een doek te gooien. Op het einde rent zij de lege kerk in waar de band stond te spelen.
Sinds november 2018 heeft de video op YouTube meer dan 1 miljard views. Na November Rain van Guns 'n Roses is dit het tweede nummer uit het pré-YouTube tijdperk dat deze mijlpaal heeft gehaald.

## Tracklist

### "Numb Pt. 1" tracklist
1. "Numb"
2. "From The Inside" (Live)

#### "Numb Pt. 1" bonus
1. "Numb" (cd-rom music video)

### "Numb Pt. 2" track listing
1. "Numb"
2. "Easier To Run" (Live)

#### "Numb Pt. 2" bonus
1. "Faint" music video (cd-rom music video)

## NPO Radio 2 Top 2000
| Nummer met noteringen in de NPO Radio 2 Top 2000 | '17  | '18 | '19 | '20 | '21 | '22 | '23 | '24 |
| ------------------------------------------------ | ---- | --- | --- | --- | --- | --- | --- | --- |
| Numb                                             | 1402 | 221 | 249 | 254 | 242 | 219 | 207 | 178 |

1. ↑  Een vetgedrukt getal geeft de hoogste notering aan.
2. ↑  2017 was het eerste jaar met een notering voor dit nummer.